# Generationenroman
Der Generationenroman (auch Generationsroman) ist ein literarisches Genre, dessen Handlung durch Figuren aus mindestens drei Familiengenerationen bestimmt wird, während Familienromane oder Familiensagas Eltern-Kinder-Beziehungen behandeln.

## Definition
Der Generationenroman bezeichnet ein umfangreiches Genre der Literatur, das sich strukturell durch eine besondere Figurenkonstellation auszeichnet. Die Geschichte von drei oder mehr Generationen einer Familie bildet die Achse der Komposition der Romane. Die erzählte Zeit überspannt gewöhnlich mehrere Jahrzehnte. Durch die familiäre Bindung der Hauptfiguren kommen bestimmte Motive häufig vor, wie Generationenkonflikte, Familiengeheimnisse oder Erbschaften.

### Abgrenzung von anderen Genres
Bezeichnungen wie „Familienroman“, „Sippenroman“, „Generationenroman“, „Familienchronik“ oder „Familiensaga“ werden in der Forschung häufig gleichbedeutend verwendet. Das verwandte Genre der „Familienromane“ ist durch den thematischen Bezug auf Familie definiert und geht von zwei Familiengenerationen aus (Eltern-Kinder). Der Generationenroman ist demgegenüber durch eine Figurenkonstellation gekennzeichnet, welche mindestens drei aufeinanderfolgende Familiengenerationen erfasst.

## Entwicklung des Genres
Das Thema Familie ist ein beliebter und traditionsreicher Gegenstand der Literatur. Eine erzählerische Funktionalisierung von Familienbeziehungen beginnt lange vor der Erfindung der bürgerlichen Familie und lässt sich bereits in den Götter- und Heldensagen der Antike, den Erzählungen der Bibel, den Liedern der altisländischen Edda oder der epischen Dichtung des Mittelalters beobachten. Die Thematisierung von Generationenbeziehungen zeigt sich neben den Dramen des Sturm und Drang oder den Kaufmannsromanen des 19. Jahrhunderts auch im populären Liebes-, Heimat- und Familienroman.
Spätestens mit Émile Zolas Romanzyklus Les Rougon-Macquart (1871–1893) wird verstärkt auch die historische Dimension in Generationengeschichten thematisiert; mit Romanen wie Thomas Manns Buddenbrooks (1901), Samuel Butlers The Way of All Flesh (1903), Maxim Gorkis Das Werk der Artamonovs (1925) oder John Galsworthys Romantrilogie The Forsyte Saga (1906–1925) wird dieses Erzählmuster zu Beginn des 20. Jahrhunderts auf den Buchmärkten vieler Länder populär.
Nach dem Ende des Zweiten Weltkriegs wurde der Familien- und Generationenroman lange als triviales, „vernutztes Genre“ bewertet. In den 1970er und 1980er Jahren wurden Familienkonstellationen in der Literatur durch Romane wie Peter Henischs Die kleine Figur meines Vaters (1975) oder Christoph Meckels Suchbild. Über meinen Vater (1980) bekannt. Diese ‚Väterbücher‘ gelten als Vorläufer einer erneuten Konjunktur von Familienerzählungen in den 1990er Jahren. Unter den vielbesprochenen Neuerscheinungen auf dem deutschen Buchmarkt ist neben erfolgreichen Übersetzungen wie Philip Roths American Pastoral (1997), Jonathan Franzens The Corrections (2001) oder Jeffrey Eugenides Middlesex (2002) vor allem die sogenannte Erinnerungsliteratur zu nennen, mit der das Thema Familie auf dem deutschsprachigen Buchmarkt wieder sichtbar wurde.

## Mehrgenerationenromane: Weitere Beispiele
- Emily Brontë: Sturmhöhe, Vereinigtes Königreich 1847
- D. H. Lawrence: Der Regenbogen, Vereinigtes Königreich 1915
- Joseph Roth: Radetzkymarsch, Deutschland 1932
- Trygve Gulbranssen: Björndal-Trilogie, Norwegen 1933–1935
- John Steinbeck: Jenseits von Eden, USA 1952
- Nagib Mahfuz (Literaturnobelpreisträger): Kairoer Trilogie, Ägypten 1956–1957
- Heinrich Böll: Billard um halb zehn, Deutschland 1959
- Gabriel García Márquez: Hundert Jahre Einsamkeit, Argentinien 1967
- Alex Haley: Wurzeln, USA 1976
- Colleen McCullough: Die Dornenvögel, Australien 1977
- Isabel Allende: Das Geisterhaus, Chile 1982
- Svend Åge Madsen: Sieben Generationen Wahnsinn (Syv aldres galskab), Dänemark 1994
- Amy Tan: Das Tuschezeichen, USA 2001
- Khaled Hosseini: Traumsammler, USA 2013
- Min Jin Lee: Pachinko, USA 2017